# Petr Šuba
Petr Šuba (* 30. listopadu 1974) je bývalý český fotbalový záložník. Na vrcholové úrovni se věnoval též futsalu.

## Hráčská kariéra
Byl v brněnském širším kádru v sezoně 1995/96, do nejvyšší soutěže však nezasáhl. Nastupoval za brněnské B-mužstvo v MSFL. Ze Zbrojovky odešel do klubu SK Tatran Šatov.
Hrál též za FK Adamov či SK Tuřany. Osmnáct let strávil v nižších rakouských soutěžích (SC Elektro Ecker Kreuttal 1997–2001, Heldenberg SV 2001–2008, Großweikersdorf SV 2008–2011, Ravelsbach SV 2011–2012 a SU Grabern 2012–2015). Po návratu do vlasti hostoval v TJ Sokol Dobšice a k 1. červenci 2016 do tohoto klubu přestoupil.

### Evropské poháry
V sobotu 15. července 1995 nastoupil za Boby Brno v utkání Poháru Intertoto na hřišti rumunského klubu Ceahlăul Piatra Neamț (prohra 0:2).

## Ligová bilance
| Ročník                  | Zápasy | Góly | Minuty | Klub             |
| ----------------------- | ------ | ---- | ------ | ---------------- |
| MSFL 1994/95            | –      | 0    | –      | FC Boby Brno „B“ |
| MSFL 1995/96            | –      | 0    | –      | FC Boby Brno „B“ |
| CELKEM III. LIGA – MSFL | –      | 0    | –      |                  |

## Futsal
Na vrcholové úrovni se věnoval též futsalu. V nejvyšší soutěži ČR hrál za Helas Brno, ve čtyřech sezonách si připsal 47 startů, 27 vstřelených branek a 19 gólových přihrávek. Ve druhé nejvyšší soutěži nastupoval za klub Slza Znojmo, během jednoho ročníku zasáhl do 19 zápasů, v nichž docílil 30 branek.